# Pardosa jeniseica
Pardosa jeniseica är en spindelart som beskrevs av Kirill Yeskov och Yuri M. Marusik 1995. Pardosa jeniseica ingår i släktet Pardosa och familjen vargspindlar. Inga underarter finns listade i Catalogue of Life.